# 國際抗癌聯盟
國際抗癌聯盟（Union for International Cancer Control，缩写：UICC，旧称International Union Against Cancer）是一个总部位于瑞士日内瓦的国际非政府组织，有来自172个国家的1200多个成员。

## 历史
1933年，它创办于巴黎，同年5月4日在巴黎举办第一次大会，有来自43个国家的67个组织参加。1948年，该组织迁往日内瓦，现与世卫组织保持正式关系，也是聯合國經濟及社會理事會顾问。